# Portal Conmemorativo de los Confederados en Hickman
El Portal Conmemorativo de los Confederados  en Hickman, Kentucky es un monumento histórico en el cementerio del condado de Fulton, Kentucky . En 1913 fue financiado por el Concejo Privado Robert Tyler de las Hijas Unidas de la Confederación . Ingresó en el Registro Nacional de Lugares Históricos en 1997.

## Hickman
Debido a su ubicación sobre el río Misisipi, Hickman se colocó en un punto estratégico y estuvo en manos de ambos bandos durante la guerra civil estadounidense. Fue fuertemente pro-Estados Confederados durante la guerra, pero después de que éstos perdieron el control del condado en 1862 sufre ataques ocasionales de la caballería confederada.

## Descripción
El Portal Conmemorativo fue diseñado por Sir Moses Ezekiel y construido por la empresa NcNeal Marble de Marietta, Georgia . Tomó diez años y U$D10,000 ( NaN } para construir la estructura de granito. El reverso es de granito macizo y el frente posee ornamentación. Los nombres de setenta soldados de los Estados de la Confederación están tallados en la superficie de la estructura. Tiene una abertura central para el paso de vehículos y dos laterales para los peatones. La inscripción en su parte superior dice: "1861- Nuestros héroes -1865". Debido a su tamaño y al tiempo que transcurrió después de la guerra para ser construido, estaba destinado sobre todo a recordar a los Estados Confederados de América en lugar de afligirse por ellos, aún cuando se construyó en un cementerio.

## Registro Nacional de Lugares Históricos
El 17 de julio de 1997, fue uno de los sesenta y un monumentos diferentes a la Guerra Civil en Kentucky inscriptos en el Registro Nacional de Lugares Históricos, como parte del "listado de propiedades múltiples" que agrupa a los monumentos de la Guerra Civil. El único otro monumento en la lista tiene forma de portal son las Puertas conmemorativas de la Confederación en Mayfield . Otro monumento en la lista está en el condado de Fulton: el Monumento de la Confederación de Fulton, ubicado veinte millas al este en Fulton, Kentucky .